# Varasova
Varasova (řecky Βαράσοβα) je hora v Řecku, vysoká 917 m n. m. Nachází se v regionální jednotce Aitólie-Akarnánie a je výraznou dominantou krajiny na pobřeží Patraského zálivu. Na úpatí protéká řeka Evinos a východně od Varasovy se nachází most Rio-Antirio. Hora je tvořena vápencem.
Ve starověku se pod horou rozkládalo město Chalkis. Díky množství klášterů z dob Byzantské říše je lokalita nazývána „Athos západního Řecka“. Varasova je populární turistickou destinací díky pramenům, jeskyním i horolezeckým trasám (v roce 1958 se zde sešli první řečtí lezci). Základnou pro výpravy na horu je letovisko Kryoneri.